# Natriumhydrogendifluorid
Natriumhydrogendifluorid ist ein weißes, hygroskopisches Natriumsalz der Flusssäure, also eine chemische Verbindung aus der Gruppe der Fluoride. Es kann als eine Additionsverbindung aus Natriumfluorid und Fluorwasserstoff (NaF·HF) aufgefasst werden.

## Darstellung und Eigenschaften
Natriumhydrogendifluorid kristallisiert aus Lösungen von Natriumfluorid bei Anwesenheit von überschüssiger Flusssäure. Das Salz bildet weiße, hygroskopische Kristalle, die sich mäßig in Wasser lösen (32,5 g·l−1). Ab 160 °C zersetzt sich das Salz zu Natriumfluorid und Fluorwasserstoff.
Darstellung:
{\displaystyle \mathrm {NaF\ +\ HF\ \longrightarrow \ NaHF_{2}} }
Zersetzung durch Erhitzen:
{\displaystyle \mathrm {NaHF_{2}\ {\xrightarrow {\Delta T}}\ NaF\ +\ HF\uparrow } }

## Verwendung
Die Substanz wird verwendet als Konservierungsmittel, Ätzmittel für Gläser, Emaille- und Keramikprodukte. Großindustriell wird das Salz als Flussmittel bei der Aluminiumherstellung, als Fungizid, 
Insektizid, für die Imprägnierung von Nutzholz und als Arzneistoff in der Therapie der Osteoporose eingesetzt.

## Sicherheitshinweise
Natriumhydrogendifluorid wirkt einerseits durch Abspaltung von Fluorwasserstoff ätzend und gewebezerstörend. Andererseits ist es wie alle löslichen Fluoride ein starkes Gift. Im Körper bindet es Calciumionen, die als wasserunlösliches Calciumfluorid ausfallen und damit dem Stoffwechsel nicht mehr zur Verfügung stehen. Nach Aufnahme größerer Mengen treten als Symptome Lungenödem, Schockzustand, Tetanie und Herzrhythmusstörungen auf.